# Сипягин, Николай Иванович
Никола́й Ива́нович Сипя́гин (23 июня [6 июля] 1911, Ставрополь — 1 ноября 1943, Керчь) — советский морской офицер, капитан 3-го ранга, командир 4-го дивизиона сторожевых катеров Охраны водного района Новороссийской военно-морской базы (НВМБ) Черноморского флота, Герой Советского Союза.

## Биография
Родился Николай в Ставрополе, в многодетной семье принадлежавшей к древнему дворянскому роду Сипягиных.
Род Сипягиных восходит своими корнями ко временам Ивана Грозного, и дал России множество военных и государственных деятелей.
Отец Николая Сипягина, служил офицером в Русской императорской армии, являлся кавалером ордена Свягого Георгия IV степени за боевые действия на Кавказе, погиб во время Гражданской войны в сентябре 1918 года, будучи командиром 83-го Самурского пехотного полка в составе Вооружённых сил Юга России, в чине полковника.
Мать Николая работала учительницей начальных классов и в одиночку воспитывала трёх сыновей и дочь.
Учился Николай в семилетней школе при Ставропольском педагогическом техникуме, в который был зачислен по окончании. Тяга к морю превысила в Николае любовь к педагогике, и в 1929 году он отправился во Владивосток, где поступил в морской техникум.
Окончив в 1933 году техникум, Сипягин устроился помощником капитана грузового судна «Шахтёр», а с 1937 года — штурманом и старшим помощником капитана теплохода «Абхазия» на Чёрном море.
За время работы в гражданском флоте получил опыт дальних походов, досконально изучил береговую линию и особенности навигации по Чёрному морю.
В преддверии предстоящей войны Николай Иванович был рекомендован к переводу на военную службу и в 1939 году направлен в состав морских частей пограничных войск НКВД СССР. Окончив курсы усовершенствования командного состава морских частей погранвойск в Ленинграде, он был назначен помощником командира сторожевого катера 26-го морского пограничного отряда Черноморского пограничного округа в Одессе.
На Черноморском побережье, в Одессе, поселилась и его семья. Незадолго до войны жена с двумя детьми переехала в Ставрополь.
Великую Отечественную войну лейтенант Сипягин встретил командиром сторожевого катера. В июле 1941 года его отряд вошёл в подчинение командования Черноморского флота и в полном составе участвовал в обороне Одессы. Уже в 1942 году, после учреждения медали «За оборону Одессы», Сипягин был её удостоен (Удостоверение № 00636).
С августа по октябрь 1941 года Сипягин командовал тральщиком «Каховка», выведенным в октябре в Новороссийск и переданным дивизиону сторожевых катеров охраны водного района Новороссийской военно-морской базы. На разных катерах дивизиона старший лейтенант Сипягин совершил несколько походов в осаждённый Севастополь, участвовал в обороне Новороссийска.
В сентябре 1942 года грамотному, авторитетному в морской среде офицеру было предложено возглавить 4-й дивизион сторожевых катеров.
Командир дивизиона сторожевых катеров Николай Сипягин участвовал в обороне Одессы и Севастополя, высаживал десантные группы, совершал налёты на вражеские базы и порты.
В начале 1943 года Сипягин был принят в члены ВКП(б).

### Высадка десанта на Малую землю
В ночь на 4 февраля 1943 года 4-й дивизион сторожевых катеров высадил десант на необорудованный берег Цемесской бухты в Станичку, в место, названное впоследствии «Малой землёй». Как выяснилось позже — десантникам сильно повезло, немцы прозевали десант. После войны были найдены документы о суде над немецким артиллерийским офицером, отвечавшим за береговые укрепления и прозевавшем рывок советских катеров к берегу Цемесской бухты. При высадке десанта дивизион Сипягина потерял всего один катер, выживший экипаж которого пополнил состав десанта.
Произведя высадку первого эшелона, катера дивизиона устремились к Кабардинке за десантниками второго эшелона. Пересекать бухту становилось трудно — оживший противник усилил артобстрел всей акватории, крепчал ветер, да и многие катера имели повреждения. Однако катерники совершили ещё два рейса в Станичку, в итоге к утру в распоряжении майора Ц. Л. Куникова уже было 870 бойцов и командиров.
В течение 225 дней, пока держался плацдарм на Малой земле, моряки беспрерывно снабжали его под огнём противника. Снабжению десанта мешали авиация и артиллерия, а также немецкие торпедные катера, дислоцируемые в Анапе. В этом страшном огненном аду катерники Сипягина несколько раз высаживали морских пехотинцев в нужном месте.
За успешное проведение десантной операции многие офицеры, старшины и краснофлотцы экипажей катеров дивизиона были удостоены государственных наград. Сипягину Николаю Ивановичу вручен его первый орден Красного Знамени и присвоено воинское звание «капитан-лейтенант».

### Новороссийская и Керченская операции
Осенью 1943 года советским командованием была спланирована Новороссийская операция, целью которой было освобождение Новороссийска. Город решили штурмовать с трёх направлений: от линии фронта у цементного завода (вдоль восточного берега бухты), с плацдарма на Малой земле и высадкой крупного десанта в порт Новороссийска. Доставить этот десант должны были катерники Сипягина.
В ночь на 10 сентября 1943 года корабли десанта вышли из Геленджика. Враг, чтобы не пропустить десант в Новороссийск, построил на западном и восточном молах Новороссийского порта сильные огневые точки из миномётов и пулеметов, перекрывающие огнём подходы с моря, надеясь таким образом обезопасить порт. Под сильным огнём противника катерники Н. И. Сипягина прорвали линию боковых ворот и высадили в порту 304 морских пехотинца с боевой техникой и боезапасом. Противник яростно сопротивлялся, бои продолжались до 16 сентября. Всё это время катера Сипягина бесперебойно обеспечивали десант в Новороссийском порту.
16 сентября считается днём освобождения города Новороссийска. В Приказе Верховного Главнокомандующего, посвященного овладению Новороссийском, среди особо отличившихся отмечены моряки Сипягина.
В день освобождения города командующий Черноморским флотом вице-адмирал Л. А. Владимирский вручил Н. И. Сипягину орден Красного Знамени и присвоил ему звание капитана 3-го ранга.
Указом Президиума Верховного Совета СССР от 18 сентября 1943 года за образцовое выполнение боевых заданий командования на фронте борьбы с немецко-фашистскими захватчиками и проявленные при этом мужество и героизм капитан-лейтенанту Сипягину Николаю Ивановичу присвоено звание Героя Советского Союза, а его 4-й дивизион получил орден Красного Знамени и почётное наименование «Новороссийский».
Война продолжалась. Следующей важной операцией с участием дивизиона катеров Сипягина была высадка десанта в Крыму. Уже капитан 3-го ранга, Сипягин действовал на самом опасном участке высадки десанта. При взятии Керчи, 1 ноября 1943 года, Николай Иванович погиб от осколка разорвавшегося рядом снаряда.
По предложению командования Черноморского флота тело Сипягина было вывезено в Новороссийск, в центре которого он был похоронен с воинскими почестями (сейчас - Аллея Героев).

## Награды
- Указом Президиума Верховного Совета СССР от 18 сентября 1943 года за образцовое выполнение боевых заданий командования на фронте борьбы с немецко-фашистскими захватчиками и проявленные при этом мужество и героизм капитан-лейтенанту Сипягину Николаю Ивановичу присвоено звание Героя Советского Союза.
- Награждён[5] орденом Ленина (18.09.1943),
- двумя орденами Красного Знамени (21.02.1943)(12.09.1943),
- орденом Отечественной войны 1 степени (06.11.1943) посмертно,
- медалью "За оборону Одессы" (1942)[7].

## Память

Могила Н. И. Сипягина на площади Героев в Новороссийске

- Похоронен в центре города-героя Новороссийска на площади Героев.
- Имя Сипягина носит посёлок в Керчи (Крым).
- Улицы в городах: Новороссийск, Ставрополь, Владивосток, Геленджик, Керчь.
- Рыбоперерабатывающий завод в Новороссийске.
- Дворец пионеров в Новороссийске.
- В 1951 году участник обороны Одессы и Севастополя, драматург Г. Н. Гайдовский написал повесть «Николай Сипягин».
- Профессионально-техническое училище в Керчи.
- Пограничный сторожевой корабль (с 1975 года — Тихоокеанского, с 1989 года — Камчатского пограничного округа), с 2011 года в органах береговой охраны Владивостока[8].
- Судно Министерства рыбного хозяйства.
- Океанский танкер Новороссийского морского торгового порта.
- В городе-герое Керчи Н. И. Сипягину установлен памятник.
- Герой Советского Союза Н. И. Сипягин навечно зачислен в списки корабля.
- Имя Героя начертано на Доске памяти в Музее Черноморского флота в Севастополе.
- Патрульный корабль проекта 22160, заложенный для ВМФ России в январе 2018 года, носит имя «Николай Сипягин»[9].